# 야노 마이클
야노 마이클(일본어: 矢野 マイケル, 1979년 1월 22일 ~ )는 가나의 축구 선수 겸 작사가이다.

## 구단 경력
비셀 고베, 미토 홀리호크, 사간 도스에서 활동하였다.